# 송상진
송상진(宋相振, 1928년 10월 30일 ~ 1975년 4월 9일)은 중앙정보부가 조작한 인혁당 사건으로 사형당한 희생자이다.

## 생애
- 1928년 10월 30일 경상북도 달성군 공산면 백악리(현재 대구시 동구 백암동) 출생.
- 대구사범, 대구대학(현.영남대학교) 경제학과 졸업.
- 1960년 4.19 이후 교원 노조 활동 및 민주민족청년동맹 총무국장.
- 1957년 대구 덕화중학교 교사.
- 1960년 4월 19일 민민청 경북도위원회 사무국장.
- 1964년 7월 소위 1차 인민혁명당 사건으로 연행, 무혐의 석방.
- 1974년 4월 인민혁명당 재건단체사건으로 구속, 당시 양봉업.
- 1975년 4월 8일 대법원에서 사형확정.(대통령 긴급조치 위반, 국가보안법 위반, 내란예비음모, 반공법 위반)
- 1975년 4월 9일 사형집행, 대구 칠곡현대공원에 안장.

## 가족 관계
- 배우자: 김진생 (1928년 ~ 2024년 10월 3일)
  - 슬하: 송종환, 송철환, 송명희

## 같이 보기
- 민청학련 사건
- 인혁당 사건
- 긴급조치